# Uvulární ejektiva
Uvulární ejektivní ploziva (nebo jen uvulární ejektiva) je souhláska používaná v některých jazycích. Symbolem tohoto fonému v IPA je (qʼ).
- Způsob artikulace: ražená souhláska (ploziva). Vytváří se pomocí uzávěry (okluze), která brání proudění vzduchu a je na posléze uvolněna, čímž vzniká zvukový dojem – od toho též označení závěrová souhláska (okluziva).
- Místo artikulace: Místo artikulace je uvulární, což znamená, že je vyslovovaná se zadní částí jazyka (hřbetem jazyka) proti či blízko patrového čípku.
- Znělost: neznělá souhláska – při artikulaci jsou hlasivky v klidu.
- Ústní souhláska – vzduch prochází při artikulaci ústní dutinou.
- Souhláska je střední, což znamená, že je produkovaná a dovolující vzdušnému proudu aby šel kolem středu jazyka, spíše než ze stran.
- Ejektivní souhláska – při řeči vzniká simultánním uzavřením hlasivek.